# Manon Briand
Manon Briand (* 1964 in Baie-Comeau, Québec) ist eine kanadische Filmregisseurin und Drehbuchautorin.

## Leben
Briand wuchs in der Stadt Baie-Comeau auf. Ab 1981 lernte sie Grafikdesign am Cégep in Montreal. An der Concordia University studierte sie Film. 1987 startete sie als Drehbuchautorin. Sie schrieb einige Kurzfilme und führte darin Regie. Ihre Arbeiten fanden bei verschiedenen Preisverleihungen Beachtung, zum Beispiel gewann sie 1992 beim Toronto International Film Festival für Les Sauf-conduits als bester kanadischer Kurzfilm. 1998 wurde sie beim World Film Festival für 2 secondes in vier Kategorien ausgezeichnet.
Briands bekanntester Kinofilm ist das Liebesdrama La Turbulence des fluides (2002) mit Pascale Bussières in der Hauptrolle. 2002 erhielt sie dafür beim World Film Festival den Publikumspreis als bester kanadischer Kinofilm. 2003 verlieh man ihr für diesen Film bei den Prix Jutras einen Spezialpreis.

## Filmografie
Regie
- 1991: Les Sauf-conduits (auch Drehbuch, Musik und Produktion)
- 1992: Croix de bois (auch Drehbuch)
- 1995: Picoti Picota
- 1996: Cosmos (Segment: Boost)
- 1998: 2 secondes (auch Drehbuch)
- 2001: Heart: The Marilyn Bell Story
- 2002: La Turbulence des fluides (auch Drehbuch)